# Dubiaranea cerea
Dubiaranea cerea là một loài nhện trong họ Linyphiidae. Loài này được phát hiện ở Chile.